# Hollymount
Hollymount is een plaats in het Ierse graafschap Mayo.